# Tioga (Floride)
Pour les articles homonymes, voir Tioga.
Tioga est une ville américaine de Floride située à 5 km à l'ouest de Gainesville, dans le comté d'Alachua.
Tioga se trouve le long de la Florida State Road 26 (en), à l'est du croisement avec la County Road 241.

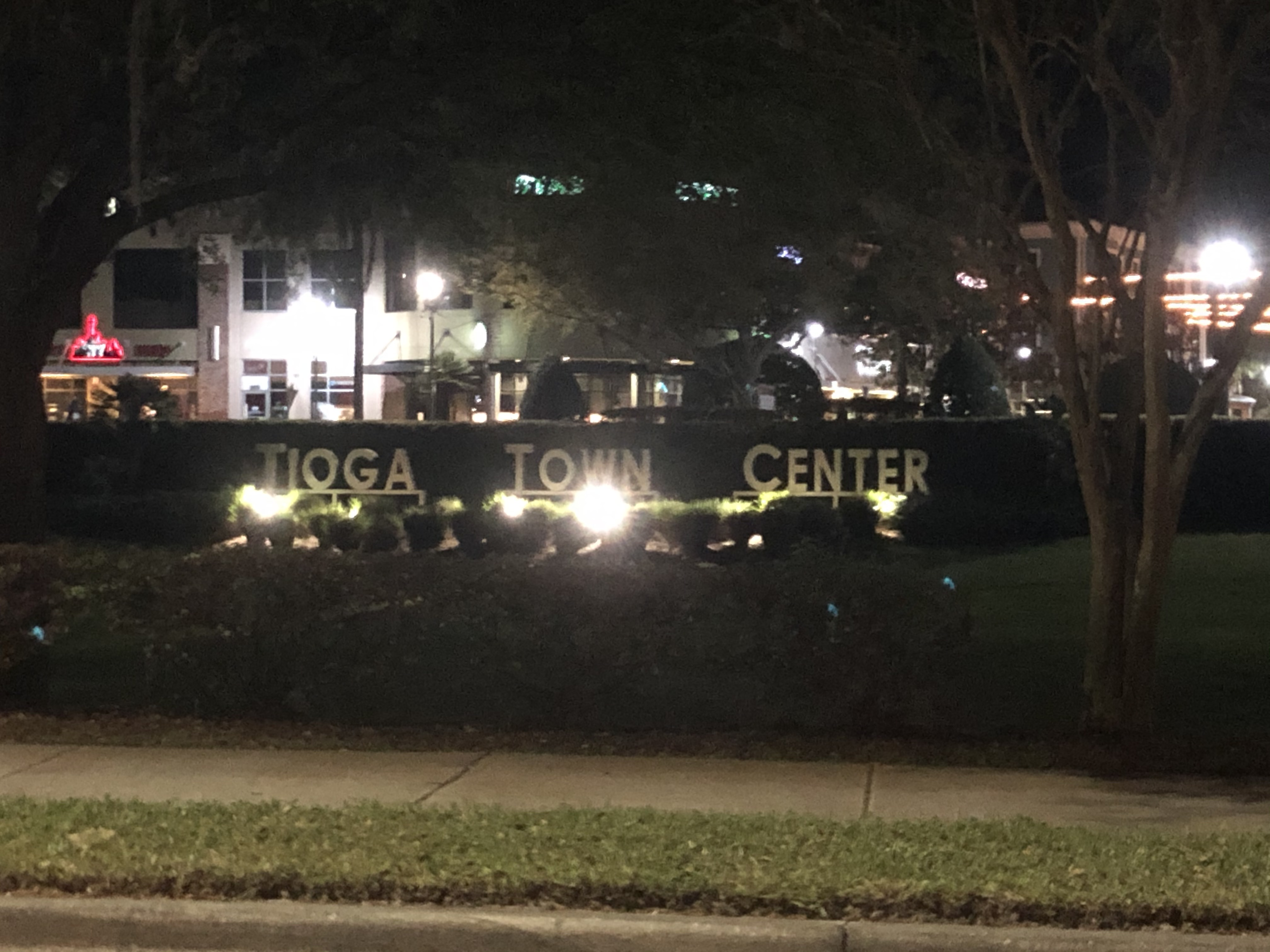
Le centre ville de Tioga la nuit (2020).

## Démographie
En 2013, la zone de Tioga avait un revenu moyen par ménage de 84 487 $ et un âge moyen de 37,45 ans. En comparaison, le comté d'Alachua dans son ensemble avait un revenu moyen par ménage de 38 075 $ et un âge moyen de 29,00 ans.